# 이호영 (1875년)
이호영 (李護榮, 1875년 ~ 1933년)은 한국의 독립운동가이다.
이회영, 이시영 6형제 중 막내로 1875년 태어났다.
1918년 중국 통화현 합니하에서 이유승 가 형제들이 세운 신흥무관학교 재무로 활동하였다.
1924년 중국 베이징의 북경한교동지회를 조직하였으며, 1925년 다물단 단원으로 친일 조선인 처단의거에도 참여하였다. 1926년에는 중국 국민군으로부터 받은 다액의 자금과 폭탄을 다물단에 지원하기도 하였다.
2012년, 제93주년 삼일절을 맞아 국가보훈처로부터 건국훈장 애족장이 추서되었다.